# Acacia ancistrocarpa
Acacia ancistrocarpa é uma espécie de leguminosa do gênero Acacia, pertencente à família Fabaceae.